# Richard Guyon

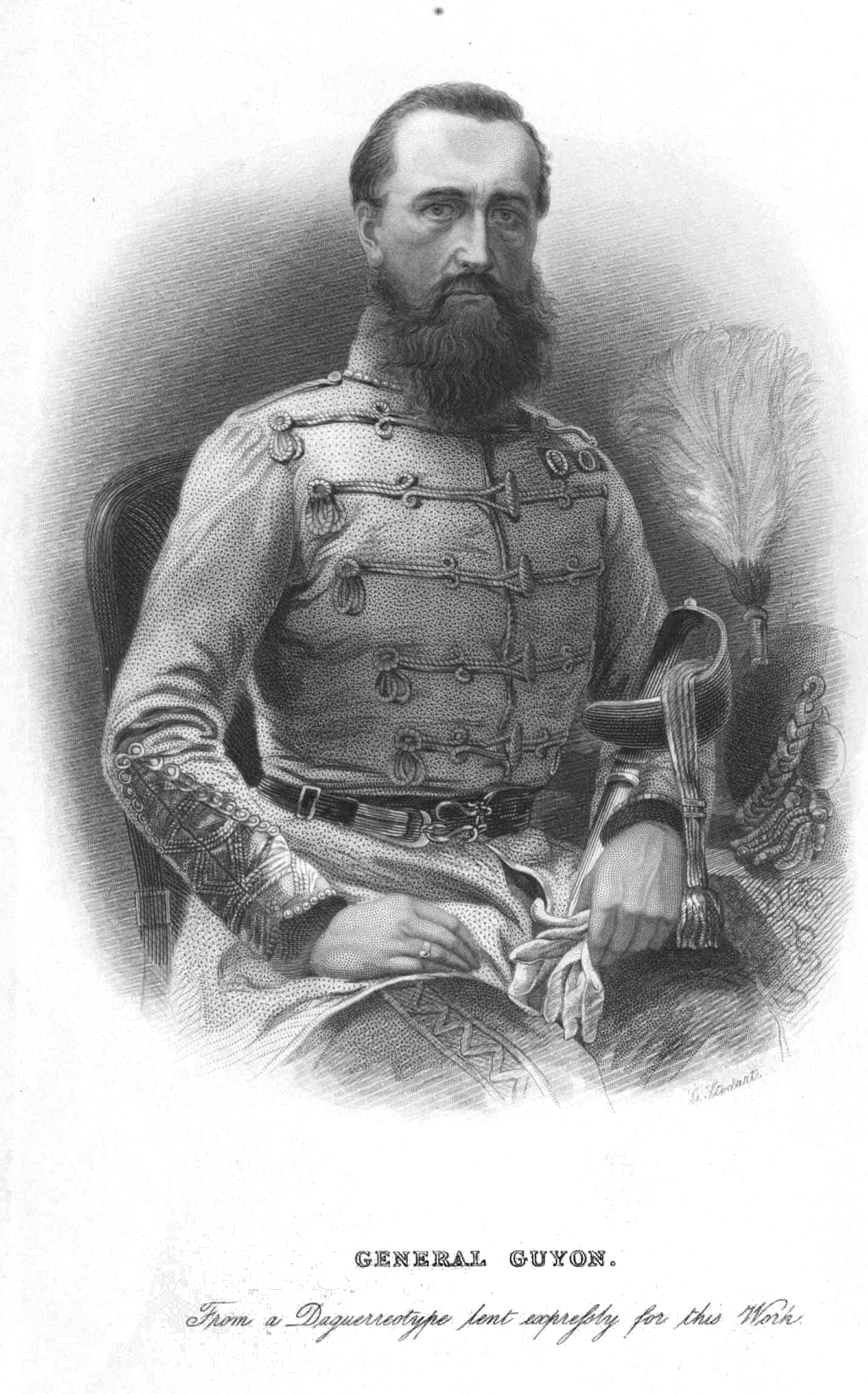
Richard Guyon.

Richard Guyon, född 1812 i England, död 12 oktober 1856 i Konstantinopel, var en ungersk general.
Guyon var 1828-1830 i brittisk och österrikisk krigstjänst, innan han 1848 under ungerska frihetskriget anförare för en bataljon frivilliga och steg snabbt i graderna, 1849 blev han general. Framför allt är han känd för den lyckligt genomförda stormningen av Braniskopasset 1849. Efter det ungerska nederlaget följde han med Lajos Kossuth in på turkiskt territorium. Han trädde i turkisk militärtjänst, övergick till islam, blev general och kommendant i Damaskus under namnet Kurschid pascha. Som generalstabschef i Kars 1854 deltog han en kort tid i Krimkriget. Guyon förblev bosatt i Turkiet under resten av sitt liv.